# يوسف المهنا
يوسف يعقوب المهنا (18 مارس 1940 -)، ملحن ومطرب كويتي، ينحدر من عائلة جمع بينها الفن والموسيقى واللحن فشقيقاه المطرب عبدالمحسن المهنا، وماجد المهنا (مؤلف اغاني)، ويعتبر واحد من رواد الاغنية الكويتية وشارك في العديد من المناسبات باسم الكويت..

## السيرة الذاتية
يوسف يعقوب المهنا من مواليد الكويت، عاش طفولة مرحة في أسرة تقليدية بين المرقاب والشامية، وتلقى دروسه الابتدائية والمتوسطة في حولي، من ثم ترك الدراسة وتوجه إلى العمل، وفي طفولته كان يستمع إلى أغاني أم كلثوم ومحمد عبد الوهاب ويعزف على العود، وقد ساعده في بداياته شقيقه المطرب عبدالمحسن المهنا الذي يكبره في السن وسبقه إلى عالم الغناء..
وفي عام 1962 بدات الإذاعة الكويتية تهتم بتقديم الأغنية الكويتية الحديثة وتسجيلها واستقطاب عناصر كويتية موهوبة في مجالات: الغناء والتلحين والتأليف والعزف، ولهذه الغاية جلبت فرقة موسيقية ضخمة لتنهض بالأغنية الكويتية وتطورها، وفي أحد الأيام زار الفنان صالح الحريبي يوسف المهنا في منزله في حولي، وصادف أن نشر خبر في إحدى الصحف المحلية عن الحريبي مفاده: ظهور صوت جديد يغني للمرة الأولى في مدرسته بمنطقة كيفان، ولأن الحريبي يعرف أن يوسف المهنا يعزف على العود فقد طلب منه أن يعزف له، فأسمعه لحناً جميلا حديثاً وكلمات جديدة أعجب بها، فسأله: هل هذا لحنك؟ رد عليه المهنا: إنه لحني وكلماتي، فقال الحريبي: «أريد هذه الأغنية»، وحفظها في اليوم نفسه وأخبر المهنا أنه سيسجلها في الإذاعة، ودخل يوسف المهنا الأستوديو بثقة لتسجيل أول لحن له بعدما أعلمه نجيب رزق الله أنه مجاز كملحن، وتابع بروفات الفرقة ووقف في الوسط يعزف، اعتقاداً منه بأنه سيبقى معهم في الأستديو، لكن عندما حان موعد التسجيل، أُوبلغ بأن مهمته في الكونترول، هكذا كان وشارك مهندس الصوت في وضع الملاحظات، وعاد يوسف المهنا إلى منزله حاملا معه أحلامه وآماله وانتظر إذاعة الأغنية عند الواحدة بعد الظهر، كما قيل له، وراح يتابع الوقت دقيقة دقيقة إلى أن سمع صوت المذيعة تغريد الحسيني تعلن ولادة مطرب جديد هو صالح الحريبي وملحن ومؤلف جديد هو يوسف المهنا.

## شخصيات مؤثرة في حياته
في الستينيات كانت الكويت تعيش نهضة شاملة، فكانت حافزاً ليوسف المهنا للانطلاق، من الشخصيّات التي كانت وراء تكوينه وتشجيعه: شقيقه الفنان عبد المحسن المهنا، الفنان صالح الحريبي، الموسيقي محمد حسن صالح، الفنان محمد عفيفي الذي كان يدرّسه العزف في المساء، الموسيقي حسن عبد المطلب الذي تعلم يوسف المهنا على يده وكان يدرّس في المعهد التجاري الموسيقي، صديقه محمد الصقعبي الذي كان يتعلم آنذاك العزف على العود، الفنان أحمد علي الذي كان له دور كبير في إقامة مركز موسيقي في الإذاعة لتعليم الفنانين العزف وكتابة النوته وأمور متعلقة بالغناء والموسيقي..

## من أبرز ألحانه
1. محمد عبده:
- «أبعاد» للشاعر فائق عبد الجليل
- «في الجو غيم» للشاعر فائق عبد الجليل
- «ماكو فكة»

2. عبد الكريم عبد القادر:
- «وداعية» للشاعر عبد اللطيف البناي
- «آن الأوان» للشاعر فائق عبد الجليل

3. طلال مداح
- يطلع ذراعه
- علامه
- طيب
- خذ راحتك
- حبك معي مشوار
- الله يجازيك

4 . ابوبكر سالم 
مجروح واللي جرحني غالي